# Kamila Kłodzińska
Kamila Kłodzińska, z domu Wolska (ur. 12 lipca 1903 w Warszawie, zm. 30 marca 1987 w Szczecinie) – bibliotekarka polska, związana z Biblioteką Kórnicką, nauczycielka.

## Życiorys
Była córką Kazimierza, z zawodu farmaceuty, oraz Henryki, nauczycielki. Do szkół, z racji przenosin służbowych ojca, uczęszczała w Warszawie, Moskwie i Toruniu, gdzie zdała egzamin dojrzałości (1923); w 1931 uzyskała dyplom ukończenia studiów polonistycznych na Wydziale Humanistycznym Uniwersytetu Poznańskiego (praca magisterska Narcyza Żmichowska, jej stosunek do romantyzmu i pozytywizmu). W czasie studiów odbyła praktykę bibliotekarską w Kórniku. Do końca okresu międzywojennego nie pracowała zawodowo, zajmując się rodziną. W latach okupacji uczestniczyła w tajnym nauczaniu na Rzeszowszczyźnie. W 1945 znalazła się w Kcyni, tam od 1948 była w liceum nauczycielką polskiego i rosyjskiego; dobrą znajomość tego języka wyniosła z moskiewskich lat szkolnych. Pracę w szkolnictwie przerwała w 1953 ze względu na ciężką chorobę; przeszła operację tarczycy i doznała nadwątlenia strun głosowych.
W listopadzie 1953 zatrudniła się w Bibliotece Kórnickiej jako pomocniczy pracownik nauki w Dziale Starych Druków. Z czasem doszła do stanowiska kustosza. Ogłosiła szereg prac dokumentacyjnych na łamach "Pamiętnika Biblioteki Kórnickiej". Postulowała m.in. opracowanie bibliografii polskich kalendarzy, czego zaczątkiem miał być ogłoszony przez nią katalog kalendarzy z XVI–XVIII wieku ze zbiorów Biblioteki Kórnickiej ("Pamiętnik Biblioteki Kórnickiej", 1963). Kłodzińska opracowała także katalog czasopism z tego samego okresu oraz katalog druków prasowych, znajdujących się w Kórniku. Zainicjowała prowadzenie kartoteki materiałów dotyczących polskiego parlamentaryzmu z zasobów kórnickich.
W defektach Biblioteki Kórnickiej Kamila Kłodzińska odkryła nieznane wcześniej wydanie Satyr Marcina Bielskiego. Jej dziełem były też liczne wystawy jubileuszowe, które Biblioteka Kórnicka organizowała dla uczczenia literatów polskich lub z Polską związanych, m.in. Kasprowicza, Komensky’ego, Kraszewskiego, Norwida, Sienkiewicza; największa wystawa poświęcona została Adamowi Mickiewiczowi w 100-lecie śmierci (1955), przy tej okazji Kłodzińska w "Pamiętniku Biblioteki Kórnickiej" ogłosiła obok scenariusza wystawy wykaz mickiewiczianów w kórnickich zbiorach. Ponadto była autorką nekrologów i artykułów biograficznych (w Polskim Słowniku Biograficznym i Słowniku pracowników książki polskiej), m.in. poświęconych Stanisławie Jasińskiej ("Pamiętnik Biblioteki Kórnickiej", 1968, zeszyt 9/10) i Stanisławowi Bodniakowi (Słownik pracowników książki polskiej, 1972).
Na emeryturę przeszła w 1966, ale jeszcze przez piętnaście lat pracowała w Kórniku w niepełnym wymiarze czasowym. Ostatnie lata życia spędziła u córki w Szczecinie, tam zmarła 30 marca 1987. Pochowana została w Kcyni.
Od 1928 była żoną Adama Kłodzińskiego, nauczyciela. Mąż towarzyszył jej w tajnym nauczaniu w latach II wojny światowej, a po wojnie był jej przełożonym jako dyrektor gimnazjum i liceum w Kcyni. Zmarł w 1950 i pochowany został w Kcyni. Kłodzińscy mieli dwoje dzieci, syna Romana i córkę Annę.